# گیملیتسه
گیملیتسه (به لاتین: Giemlice) یک روستا در لهستان است که در گمینا تسدر ویلکیه واقع شده‌است.